# بويرابوشت
بويرابوشت هي بلدة في مقاطعة ساريآسيا في ولاية صرخنداريا في أوزبكستان.